# Lucien Laurent
Lucien Émile Laurent (ur. 10 grudnia 1907 w Saint-Maur-des-Fossés, zm. 11 kwietnia 2005 w Besançon) – francuski piłkarz, napastnik. Zdobywca pierwszej bramki w historii mistrzostw świata.
W latach 1921–1930 był zawodnikiem półamatorskiego CA Paryż. Był rezerwowym graczem w jedynym meczu Francuzów na igrzyskach olimpijskich w 1928. Podczas MŚ 30 był już piłkarzem FC Sochaux. Historycznego gola zdobył 13 lipca 1930 w 19 minucie meczu z Meksykiem, wygranego przez Francuzów 4:1. Wśród rezerwowych znajdował się jego brat, Jean.
Lucien Laurent został powołany także na MŚ 1934. Łącznie w reprezentacji w latach 1930–1935 rozegrał 10 spotkań i strzelił 2 bramki [1]. Poza Sochaux grał m.in. w Stade Rennais oraz RC Strasbourg.
W 1940 trafił do niemieckiej niewoli i trzy lata spędził w obozie jenieckim. Karierę sportową zakończył w 1946. Pracował jako trener, w tym młodzieży.